# Witness Lee
Witness Lee (李常受 Lǐ pinyin: Chángshòu) (Chefoo, 1905 — Anaheim, 9 de junho de 1997) foi um pregador cristão de nacionalidade chinesa, e foi o fundador do Living Stream Ministry. Nasceu em Chefoo, Província de Shandong, na China em uma família de Batistas do Sul. Tornou-se cristão em 1925 através da pregação de Peace Wang, participando inicialmente de agrupamentos pentecostais e dos Irmãos Unidos (Plymouth Brethen), aderindo mais tarde ao ministério do conhecido cristão chinês Watchman Nee. Como Nee, os ensinamentos de Lee enfatizam a experiência subjetiva dos crentes e o desfrute de Cristo como vida para a edificação da igreja, não na qualidade de organização, mas como o Corpo de Cristo. Ele foi homenageado por Joseph R. Pitts, da Pensilvânia, no Congresso dos EUA em 29 de abril de 2014 pelo seu “extraordinário impacto muito além do mundo de língua chinesa”.

## Biografia

### Primeiros Anos
Witness Lee nasceu em 1905 na província de Shandong na China. O bisavô de Lee era um batista do sul que trouxe a mãe de Lee para o cristianismo. A mãe de Lee estudou em uma escola missionária americana dos batistas do sul e foi batizada na adolescência na Igreja Batista do Sul. A fim de prover a seus filhos um ensino em chinês e inglês, ela vendeu a sua herança. O pai de Lee era fazendeiro, e faleceu em 1923.
Lee foi posto em contato com a Igreja Batista de sua mãe em Chefoo, onde ele estudou numa escola batista do sul de ensino fundamental e mais tarde num colégio missionário dirigido por presbiterianos americanos. Embora Lee tenha frequentado cultos e a escola dominical da Igreja Batista do Sul em sua juventude, ele nunca se converteu ou foi batizado. Após a conversão da segunda irmã de Lee, ela passou a orar por ele e o apresentou a um pastor chinês, que visitou Lee muitas vezes e o encorajou a frequentar seus cultos matinais de domingo. Inspirado pela pregação de Peace Wang, Lee experimento o Novo nascimento em abril de 1925, aos 19 anos de idade.
Através do ensinamento de Watchman Nee, Lee passou a crer que o denominacionalismo não estava em acordo com a Bíblia. Em 1927, quando eleito para o conselho da Igreja Independente Chinesa, ele recusou a posição e deixou a denominação. Lee então começou a se reunir com o ramo de Benjamin Newton dos Irmãos de Plymouth (ou Irmãos Unidos) onde permaneceu por sete anos e meio e foi batizado no mar por um líder local dos Irmãos, Sr. Burnett, em 1930.

### Encontro com Watchman Nee
Logo após a conversão de Lee ao cristianismo, ele começou a estudar inúmeros mestres cristãos e descobriu os escritos de Watchman Nee em dois periódicos, A Estrela D’Alva e O Cristão. Lee começou a se corresponder com Nee para buscar seu conselho e orientação para um melhor entendimento da Bíblia. Em 1932 Nee visitou Chefoo, e os dois se encontraram pela primeira vez. Durante a visita de Nee, Lee afirmou que sentiu que sua relação com Deus e seu entendimento de como estudar a Bíblia foram revolucionados.
Durante esse tempo, Lee sentiu que Deus o estava chamando para deixar o seu emprego para o ministério em tempo integral, o que ele fez em agosto de 1933, cumprindo o seu voto de oito anos antes de dedicar sua vida a Jesus Cristo. Pouco depois disso, ele recebeu uma carta de Watchman Nee que dizia: “Irmão Witness, sobre o seu futuro, sinto que você deveria servir ao Senhor em tempo integral. Como você se sente? Que o Senhor o possa guiar”. Lee foi grandemente encorajado por essa carta e sentiu que isso confirmou fortemente sua decisão. Deste ponto em diante, Lee passou a acompanhar Nee.
Convidado por W. Nee, Witness Lee mudou-se para Xangai onde trabalharam juntos em cooperação. Em 1933, Lee transformou-se num cooperador de tempo integral de Watchman Nee. Em 1934, Witness Lee se mudou com sua família para Xangai, onde ele foi designado como editor da revista de Nee, O Cristão. No ano seguinte, ele também passou a viajar por toda a China dando mensagens para cristãos e ajudando a estabelecer igrejas locais. Durante esse tempo, muitas igrejas foram estabelecidas na província de Zhejiang, bem como em Pequim e Tianjin como resultado da obra de Lee. Ele também viajou para as províncias de Suiyuan, Xanxim e Xianxim para pregar evangelho e edificar cristãos ali até que a Invasão Japonesa irrompeu em 1937. Com o começo da guerra, Lee retornou para Chefoo e passou a maior parte do seu tempo ali cuidando das igrejas em Chefoo e Qingdao.
Ao final de 1942, em um reavivamento em Chefoo, a igreja se reuniu continuamente por cem dias. Então, sob suspeita de espionagem devido à sua experiência com evangelismo por migração, Lee foi preso pelo Exército Imperial Japonês em maio de 1943 e foi submetido a interrogatório por um mês com açoitamento e tortura com água. Sua saúde foi grandemente enfraquecida por seu aprisionamento e ele desenvolveu tuberculose. A fim de descansar e se recuperar, Lee se mudou para Qingdao em 1944 e permaneceu ali por dois anos. Logo após o final da guerra, a ascensão do comunismo na China trouxe grande incerteza para o ministério de Nee. Preocupado com a preservação do seu ministério, em 1949, Nee e seus cooperadores decidiram enviar Witness Lee a Taiwan para continuar sua obra livre da ameaça de perseguição governamental.
Watchman Nee e Witness Lee se encontraram pela última vez em Hong Kong em 1950. Por mais de um mês eles ministraram juntos e ajudaram a trazer um reavivamento na igreja em Hong Kong. Lee foi encarregado por Nee a instruir, ensinar e liderar os presbíteros e fazer arranjos concernentes aos serviços da igreja, bem como a compra de um terreno para a construção de um novo local de reuniões. Nee então retornou para a China continental onde, em 1952, ele foi aprisionado pelos últimos vinte anos de sua vida pelo Partido Comunista Chinês. Embora os dois nunca tenham podido se comunicar novamente, Lee continuou a ministrar, de acordo com o ensinamento e modelo que ele recebeu de Watchman Nee, pelo resto de sua vida.
Durante os anos 50, Lee trabalhou também com Theodore Austin-Sparks, com quem teve conferências em Taiwan em 1955 e 1957.

### Obra em Taiwan
Quando Witness Lee se mudou para Taiwan em maio de 1949, ele começou sua obra dentre uns poucos crentes e igrejas já presentes ali. Dentro de cinco a seis anos, o número de cristãos sob sua liderança aumentou de quinhentos para mais de quarenta mil. Lee começou a conduzir conferências e treinamentos para as igrejas de forma anual e a partir de 1951 um treinamento formal para seus cooperadores de ministério. Lee também começou a publicar livros através de sua editora, The Taiwan Gospel Book Room, bem como a revista O Ministério da Palavra publicada de 1950 até 1986 em 415 edições.

### Expansão da Obra
Em 1948, Lee estendeu o ministério de Taiwan até cidades na Malásia e na Indonésia. Em 1950, o ministério chegou em Manila, em 1957 foi a vez do Japão, em 1958 foi a vez dos Estados Unidos e um ano depois o ministério chegou ao Brasil. Mais tarde, em 1963 o ministério de Lee chegou ao Canadá, em 1965 na Coreia do Sul, em 1970 na Nova Zelândia e Austrália, na Alemanha e na Nigéria em 1971 e em Gana no ano de 1972.

### Obra no Ocidente
O começo da obra de Lee no Ocidente teve início com convites para conduzir conferências em Londres, Inglaterra e Copenhague, Dinamarca em 1958. Entre 1958 e 1961, Lee também visitou os Estados Unidos três vezes. Em 1962, Witness Lee retornou aos Estados Unidos e fixou lá a sua residência, ajudando mais ainda o estabelecimento da igreja local em Los Angeles, e deu sua primeira conferência ali. Mensagens daquela conferência foram mais tarde publicadas como um livro intitulado O Cristo Todo-Inclusivo. Ele começou a reunir-se com um número de crentes em Los Angeles, San Francisco e Nova Iorque. Ele estabeleceu em 1965, a Stream Publishers que depois tornou-se a Living Stream Ministry, em Anaheim, Califórnia que foi um veículo de circulação das mensagens gravadas por ele e por Watchman Nee. Ele ministrou muitíssimas conferências, principalmente nos EUA e na Ásia.  Nos anos subsequentes, Lee foi convidado para falar a muitos grupos cristãos por todos os Estados Unidos. Suas mensagens liberadas durante conferências menores e treinamentos maiores foram publicadas na revista O Fluir, publicada pela The Stream Publishers.
Ao longo dos anos 60 e 70, Witness Lee viajou exaustivamente por todos os Estados Unidos, Canadá, e o Extremo Oriente. Ele também visitou muitos outros lugares na Europa, América do Sul, Austrália e Oriente Médio. Em 1974 ele se mudou para Anaheim, onde ele começou uma exposição livro-a-livro da Bíblia, completo em dezembro de 1994. Lee também escreveu esboços extensos, notas de rodapé e referências cruzadas para todos os livros do Novo Testamento que foram finalmente incorporados em uma nova tradução do Novo Testamento, a Versão Restauração, publicada inicialmente em chinês em 1987 e em português em 2008.

### Obra posterior
Em fevereiro de 1994 Lee começou a dar mensagens sobre assuntos aos quais ele se referiu como “o pico elevado da revelação divina”. O foco do falar de Lee nessas mensagens era a economia de Deus para tornar os crentes Deus em vida e natureza, mas não na Deidade. Ele também falou sobre outros temas principais como “a Nova Jerusalém, a plena salvação de Deus com seus aspectos judicial e orgânico, o pleno ministério de Cristo em Seus três estágios divinos e místicos, e a incorporação dos crentes com o Deus Triúno consumado”. Ele também iniciou uma série de exposições da Bíblia conhecida como “Estudos-cristalização”. Ele continuou a encorajar a comunhão entre os crentes e igrejas.
Witness Lee deu sua última conferência em fevereiro de 1997. Três meses mais tarde ele foi hospitalizado com complicações devido a câncer de próstata. Ele faleceu em 9 de junho de 1997.

## Restauracionismo
Segundo o testemunho defendido por Witness Lee e, antes dele, por Watchman Nee, Deus estaria hoje restaurando Suas verdades contidas na Bíblia e que ao longo dos séculos foram sendo perdidas ou deturpadas. Esta restauração teria começado principalmente através dos ministérios de Martinho Lutero e dos protestantes do século XVI, continuando com, dentre muitos outros, Madame Guyon, o Conde Zinzendorf, John Nelson Darby, os Irmãos Unidos na Inglaterra e mais recentemente Watchman Nee. Lee se incluía ele mesmo no rol destes restauradores, parecer defendido por muitos dos seus seguidores, e acreditava que uma das principais razões porque Deus o teria levantado e, antes dele, a Watchman Nee, foi para ajudar a restaurar a unidade de todos os crentes em Cristo e a expressão prática dessa unidade, ou seja, as igrejas locais (ex.: a igreja em Jerusalém, a igreja em Corinto, a igreja em Los Angeles, etc.), defendendo que todo agrupamento cristão deveria se fundar na base da localidade (cidade) para não se constituir em mais uma facção ou divisão.

## A Visão de Lee sobre o Cristianismo
Witness Lee criticou o cristianismo como um sistema e ensinou que determinadas práticas no cristianismo eram não-bíblicas, tais como o uso de denominações e o sistema de clérigos e leigos, ou seja, o ensino de Witness Lee é exclusivista. Pois, para ele,todos os regenerados são parte da igreja. Entretanto, a unidade é praticada em cada cidade onde esses crentes vivem  , ele frequentemente enfatizou a necessidade para unidade entre todos os cristãos, e a necessidade de se aceitar todos os crentes baseado no que ele ensinava ser a fé comum (Tt 1:4; Jd 3).
Este sistema religioso degradado [do cristianismo] assume a forma natural, humana, tradicional, cultural e religiosa. Humanamente falando, religião é uma boa coisa, mas espiritualmente falando é algo contra a economia de Deus. Deus não quer uma religião, mas Ele certamente quer ver Sua economia ser cumprida. Não estamos aqui para a religião, mas para a economia de Deus, a qual é propagar Seu Cristo completo para produzir a igreja como o Corpo de tal Cristo.— Witness Lee The God-ordained Way to Practice the New Testament Economy ISBN 9780870833267
A igreja inclui todos os que partilham da fé comum que nos salva, a única fé falada em Efésios 4:5. Essa fé é tida em comum por todos que são salvos (2Pe 1:1). Essa fé faz com que os crentes sejam um e não os divide. Qualquer credo ou sistema de ensinamento que vai além da fé comum divide os crentes.— Witness Lee Crucial Truths in the Holy Scriptures, Vol. 6 ISBN 9780736336611

## Publicações
Muitas das mensagens faladas por Witness Lee foram publicadas em mais de 400 livros traduzidos em mais de catorze diferentes idiomas. A maior obra escrita de Witness Lee é o Estudo-vida da Bíblia, compreendendo mais de 25.000 páginas de comentário sobre cada livro da Bíblia desde a perspectiva do desfrute e da experiência dos crentes da vida divina de Deus em Cristo através do Espírito Santo. Traduções de Estudos-vida de livros bíblicos vêm sendo publicadas em português. Seguindo o Estudo-vida Lee começou um Estudo-cristalização focado na observação de pontos elevados, ou o que chamou de “cristais”, de cada livro da Bíblia. Contudo, ele faleceu antes de completar esta obra.
Witness Lee foi também o editor-chefe de uma nova tradução do Novo Testamento para o chinês chamada Versão Restauração. Ele também dirigiu a tradução da Versão Restauração para o inglês.
Além disso, Witness Lee escreveu, e traduziu hinos cristãos. Em 1963 e 1964, ele escreveu as letras de aproximadamente 200 novos hinos que ele compilou juntamente com hinos de outros autores. Estes hinos foram então classificados por tópicos para um hinário em inglês chamado Hymns, com um total de 1.080 canções, publicado pelo Living Stream Ministry.

### Publicações em Português

#### Livros
Traduções dos livros de Witness Lee no Brasil eram, até 2009, publicados pela Editora Árvore da Vida, sendo os mais conhecidos exemplares dos Estudos-vida; Biografia de Watchman Nee, onde Witness Lee conta a vida de Watchman Nee e relata sua experiência na época em que conviveu com ele; A peculiaridade, a generalidade e o sentido prático da vida da igreja, no qual é abordado os aspectos peculiares, gerais e práticos da igreja, segundo a revelação divina da unidade da Igreja que ele teria recebido.
Em 21 de dezembro de 2009 o LSM revogou os direitos de a Editora Árvore da Vida publicar ou reimprimir material do LSM, incluindo o material do ministério de Watchman Nee e Witness Lee.
Atualmente o Novo Testamento Versão Restauração foi traduzido para o português. Em espanhol, inglês e chinês se encontra uma edição para toda a Bíblia. Tanto a edição em espanhol, a inglesa e o Novo Testamento Versão Restauração em português são todos publicações do Living Stream Ministry.